# Entoloma viridans
Entoloma viridans är en svampart som först beskrevs av Elias Fries, och fick sitt nu gällande namn av Petter Adolf Karsten 1879. Entoloma viridans ingår i släktet Entoloma,  och familjen Entolomataceae.  Arten är reproducerande i Sverige. Inga underarter finns listade.